# مكافل ترنشي
المكافل الترنشي (الاسم العلمي:Symbiodinium trenchii) هو نوع من الأسناخ الصبغية يتبع جنس المكافل من فصيلة المكافلات.